# 1052

## Události
- Ziríovci byli poraženi vpádem hilálských kmenů v bitvě u hory Hajdarán.[1]
- Seldžučtí Turci v Persii dobyli provincii Isfahán.
- Godwin, earl z Wessexu se vrátil z vyhnanství do Anglie.

## Narození
- 23. května – Filip I., francouzský král († 1108)

## Úmrtí
- 6. března – Emma Normandská, anglická královna – nejprve jako manželka Ethelreda II. a poté jako manželka Knuta Velikého (* cca 985)
- 3. června – vévoda Guaimar IV. Salernský (zavražděn)
- 4. října – Vladimír Jaroslavič, novogorodské kníže (* 1020)
- Hugo II. z Ponthieu, hrabě z Ponthieu (* ?)
- Fan Čong-jan, čínský politik, kancléř a spisovatel (* 989)
- Sü Tao-ning, čínský umělec (* asi 970)

## Hlavy států
- České knížectví – Břetislav I.
- Papež – Lev IX.
- Svatá říše římská – Jindřich III. Černý
- Anglické království – Eduard III. Vyznavač
- Aragonské království – Ramiro I.
- Barcelonské hrabství – Ramon Berenguer I. Starý
- Burgundské království – Rudolf III.
- Byzantská říše – Konstantin IX. Monomachos
- Dánské království – Sven II. Estridsen
- Francouzské království – Jindřich I.
- Kyjevská Rus – Jaroslav Moudrý
- Kastilské království – Ferdinand I. Veliký
- Leonské království – Ferdinand I. Veliký
- Navarrské království – García V. Sánchez
- Norské království – Harald III. Hardrada
- Polské knížectví – Kazimír I. Obnovitel
- Skotské království – Macbeth I.
- Švédské království – Emund Starý
- Uherské království – Ondřej I.